# Magnuszew
Magnuszew è un comune rurale polacco del distretto di Kozienice, nel voivodato della Masovia.
Ricopre una superficie di 140,92 km² e nel 2004 contava 6 619 abitanti.